# Roman (Balaščuk)
Roman (světským jménem: Mykola Mychajlovyč Balaščuk; * 24. března 1953, Bljudnyky) je ukrajinský duchovní Pravoslavné církve Ukrajiny a metropolita vinnycký a braclavský.

## Život
Narodil se 24. března 1953 ve vesnici Bljudnyky Stanislavské oblasti.
Po střední škole nastoupil roku 1974 na Leningradský duchovní seminář, který dokončil o čtyři roky později. Oženil se a 10. prosince 1977 jej biskup vyborgský Kirill (Gunďajev) rukopoložil na diákona a 16. dubna 1978 metropolita leningradský a novgorodský Nikodim (Rotov) na jereje. Poté sloužil ve farnostech ivano-frankivské eparchie Ruské pravoslavné církve.
Roku 1990 přešel do jurisdikce Ukrajinské autokefální pravoslavné církve. Za přechod do schizmatu byl zbaven kněžství.
Rozvedl se a 21. května 1990 byl postřižen na monacha a přijal mnišské jméno Roman. Stejného roku byl zvolen biskupem černihivským a sumským. Dne 22. května 1990 proběhla jeho biskupská chirotonie. Světiteli byli metropolita lvovský a haličský Ioan (Bodnarčuk), biskup ternopilský a bučačský Vasylij (Bodnarčuk) a biskup ivano-frankivský a kolomyjský Andrij (Abramčuk).
Dne 5. června 1992 byl povýšen na arcibiskupa. Stejného roku přešel do jurisdikce Ukrajinské pravoslavné církve Kyjevského patriarchátu. Dne 16. září 1992 byl znovu chirotonizován na biskupa. Hlavním světitelem byl metropolita kyjevský Filaret (Denysenko). Stal se arcibiskupem rovenským a ostrožským.
V říjnu 1995 se navrátil k Ukrajinské autokefální pravoslavné církvi a 14. listopadu 1995 byl ustanoven arcibiskupem vinnyckým a braclavským.
Dne 15. února 2005 byl povýšen na metropolitu.
Roku 2018 přesel s eparchií na Sjednocujícím sněmu ukrajinských pravoslavných církví do jurisdikce nové Pravoslavné církve Ukrajiny.